# Don Karnage

Don Karnage es un personaje de la serie de animación TaleSpin.
Es el villano principal de la serie, líder de los temidos Piratas Aéreos y comandante de la gran nave, "El Buitre de Acero" ("The Iron Vulture"). Él es un indeterminado tipo de perro, aunque Jymn Magon confirma que Karnage es un Lobo. Un experto piloto y despiadadamente astuto con un ego de enorme tamaño, lo cual lo hace con cualquier esquema de error o bombardea que lleva a cabo con sus secuaces. Él habla /t/ y /d/ como consonantes dentales en vez de los normales consonantes alveolares en inglés. En un combate aéreo, él vuela en un avión híbrido que parece estar basado en un monoplano de ala baja, pero con más álas que en realidad es un triplano. El actor de la versión original Jim Cummings, citó a Ricky Ricardo como una inspiración.
Interpretado por: Jim Cummings (Versión Original), José Carlos Moreno (Versión Doblada)

## Apariciones

### Televisión
- Los Aventureros del Aire (TV Animada - 1990-91)
- Divertirisas de Disney (TV Animada - 1992)
- Bonkers (TV Animada - 1993)
- Patoaventuras (TV Animada - 2017)

### Atracciones
- Walt Disney World on Ice: Double Feature...Live! (1991)
- The Disney Afternoon Live!: Plane Crazy (1991)
- Show Your Disney Side (2014)

### Videojuegos
- Talespin (NES, PCE, GG, GB, GEN - 1991, 1992)
- Mickey's Memory Challenge (Amiga, DOS - 1993)

### Tiras cómicas
- Disney Adventures (1990)
- Disney's TaleSpin (1991)
- Disney's Colossal Comics Collection (1991)